# Ga đường sắt Bukit Ketri
Nhà ga Bukit Ketri là một nhà ga ở Malaysia thuộc Tuyến Bờ Tây nằm tại Bukti Ketri, Perlis. Nó phục bởi tuyến tàu Số 2 (Butterworth–Padang Besar) thuộc KTM Komuter Northern Sector.

## Vị trí
Nhà ga Bukit Ketri cụ thể nằm tại Bukit Ketri, Perlis, Malaysia và nằm gần một số địa điểm lớn tại Perlis như Chuping và Beseri. Khoảng cách của nó từ thủ phủ của tiểu bang, Kangar khoảng 15 km và có một tuyến xe buýt đi đến thị trấn dừng ở đây. 